# 요시노 사쿠조

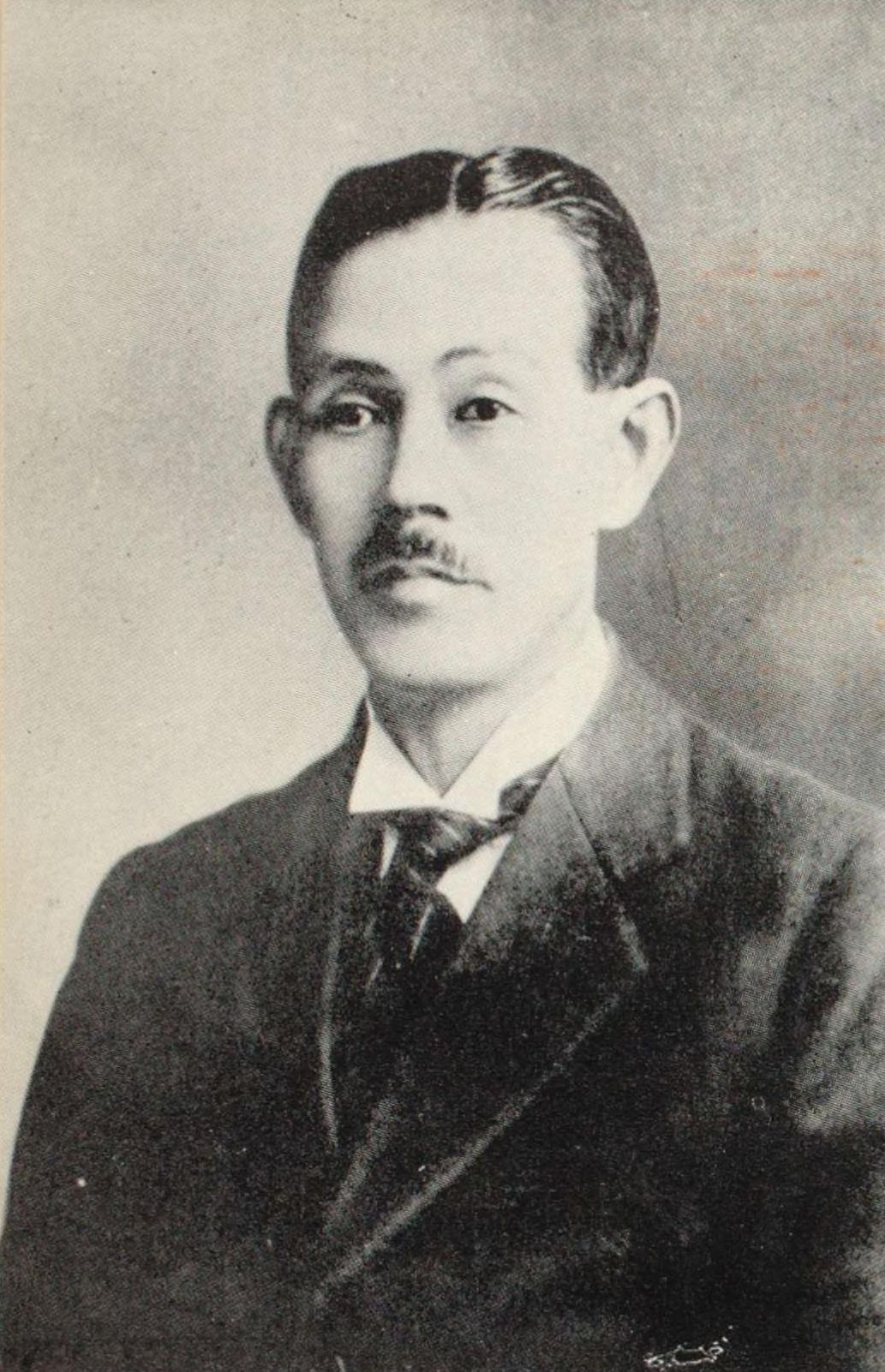
요사노 사쿠조

요시노 사쿠조(일본어: 吉野 作造, 1878년 1월 29일 ~ 1933년 3월 18일)은 일본 제국의 정치인, 교육인이다.
중학교 시절에 기독교로 개종했으며 일본의 기독교 사회주의 운동의 지도적 인물이 되었다. 1910년부터 1913년까지 유학 후 귀국하여 도쿄 제국대학의 교수가 되었고, 일본에서 가장 영향력 있는 의회 정치 주창자의 한 사람이 되었다.
그는 국민이 필요로 하는 바가 곧 정부의 기본 목표라고 주장하면서 민본주의를 요구했다. 이를 실현하기 위해 보통선거권, 민간에 의한 군대의 통솔, 귀족원의 민선기구로의 전환, 사회주의 국가의 점진적 설립 등을 주창하였다. 그밖에 요시노는 '반 제국주의자'로 일본의 제국주의 체제에 강한 비판적인 태도를 가졌으며, 제1차 세계대전 이후 국제질서가 평등한 국제적 민주주의로 이동하고 있다고 전망했고 일본이 군비통제에 적극 참여할 것을 제안했다. 아울러 한반도 식민지를 비롯해 제아시아 국가의 독립운동과 중국의 혁명운동에 적극지지를 표하기도 하였으며, 일본 제국으로 하여금 식민지에 보다 광범위한 자치를 적용할 것을 주문했다.

## 같이 보기
- 위안커딩 - 요시노의 제자이자 위안스카이의 장남